# Jingyang (häradshuvudort i Kina, Shaanxi, lat 32,52, long 107,88)
Jingyang (kinesiska: 泾洋, 镇巴县) är en häradshuvudort i Kina. Den ligger i provinsen Shaanxi, i den nordvästra delen av landet, omkring 220 kilometer sydväst om provinshuvudstaden Xi'an. Antalet invånare är 246 817. Befolkningen består av 116 260 kvinnor och 130 557 män. Barn under 15 år utgör 18,0 %, vuxna 15-64 år 69 %, och äldre över 65 år 11,0 %.
Runt Jingyang är det ganska tätbefolkat, med 72 invånare per kvadratkilometer. Det finns inga andra samhällen i närheten. I omgivningarna runt Jingyang växer i huvudsak blandskog.
Genomsnittlig årsnederbörd är 1 409 millimeter. Den regnigaste månaden är juli, med i genomsnitt 293 mm nederbörd, och den torraste är december, med 5 mm nederbörd.